# Fieux
Fieux – miejscowość i gmina we Francji, w regionie Nowa Akwitania, w departamencie Lot i Garonna.
Według danych na rok 1990 gminę zamieszkiwało 308 osób, a gęstość zaludnienia wynosiła 21 osób/km² (wśród 2290 gmin Akwitanii Fieux plasuje się na 872. miejscu pod względem liczby ludności, natomiast pod względem powierzchni na miejscu 775.).